# Protocolo de Chuguchaca
O Protocolo de Chuguchaca foi assinado em outubro de 1864, em Tarbagatai (Chuguchaca) entre o General Mingyi de Uliassutai, representando a Dinastia Qing (China) e a delegação do Império Russo liderada por Ivan Zakharov e Ivan Babkov, que delimitou as fronteiras entre o noroeste da China e o Império Russo.[carece de fontes?]
O Império Russo ganhou um amplo território, incluindo o lago Balcache, o rio Lepsy, o rio Aksu, o rio Kuke-usu, o Rio Kharatala, parte do rio Ili (a oeste de Ili Birai Tsikin), o rio Chu, o rio Talas, a região a montante do rio Narin, Temurtu-nor, o lago Issyk-Kul, no Quirguistão, e o lago Zaysan .